# Leptocyclopodia exoletae
Leptocyclopodia exoletae är en tvåvingeart som beskrevs av Maa 1975. Leptocyclopodia exoletae ingår i släktet Leptocyclopodia och familjen lusflugor. Inga underarter finns listade i Catalogue of Life.